# Szűcs Krisztina
Szűcs Krisztina (1975. május 21. –) magyar színésznő.

## Életpályája
1996-ban végzett a Gór Nagy Mária Színitanodában. Diplomát a Kodolányi János Egyetemen szerzett.Másoddiplomásként az ELTE Bárczy Gusztáv Gyógypedagógia karán Logopedia szakirányon tanul. 1998–2005 között a székesfehérvári Vörösmarty Színház művésze, 2005-től egy évadon át szabadfoglalkozású színművész volt. 2006-tól a Veszprémi Petőfi Színház társulatának tagja. 2017-től szabadúszó.
Eddigi pályafutása során a magyar és a világirodalom legszebb szerepeiben, a prózai és a zenés színház világában egyaránt nagy sikereket aratott. Vendégművészként fellépett többek között a Szegedi Szabadtéri Játékok-on, játszik a Vörösmarty Színház és a Pesti Magyar Színház előadásaiban. Gyermeke, Márk, 2013-ban született.

## Színpadi szerepei
- Lorca: Don Perlimplin és Belisa szerelme a kertben(Belisa)Odry színpad
- Anouilh: Becket, avagy az Isten becsülete( Madách - Kamara)

A székesfehérvári Vörösmarty Színház-ban:
- Molnár Ferenc: Olympia (Olympia)
- William Shakespeare: A makrancos hölgy (Bianca)
- William Shakespeare: Szentivánéji álom (Hermia)
- Anton Pavlovics Csehov: Sirály (Nyina)
- Vajda Katalin - Valló Péter: Anconai szerelmesek (Drusilla, római lány), bemutató: 2002. június 27.
- Fejes Endre: Jó estét nyár, jó estét szerelem (Zsuzsanna)
- Szabó Magda: Sziluett (Bajzáné)
- Joseph Stein-Jerry Bock-Sheldon Harnick: Hegedűs a háztetőn (Hodel)
- Eisemann Mihály: Tokaji Aszú (Lidi)
- Eisemann Mihály: XIV.Rene (Henriett)
- Csiky Gergely: Nagymama (Márta)
- Leonard Frank: Jézus tanítványai (Johanna)
- James Goldman: Az oroszlán télen (Anna), bemutató: 2003. január 23.
- Arthur Miller: A Salemi boszorkányok (Abigail), bemutató: 2004. február 6.
- Egressy Zoltán: 4X100 (Grafika)
- Federico García Lorca: Don Perlimplin és Belisa szerelme a kertben (Belisa)
- John Updike: Az easwick-i boszorkányok (Lexa)
- Jules Verne: 80 nap alatt a föld körűl (Auda hercegnő)
- Pruzsinszky Sándor: Fekete Király (Miriam)
- Galt MacDermot-Ragni-Rado: Hair (Jeanie)
- Jim Jacobs-Waren Casey: Grease (Márti)
- Kerényi Imre- Lázár Zsigmond: Csíksomlyói Passió (Éva)
- Szörényi Levente-Bródy János: István a Király (Gizella)
- Feydeau: Az oszrigás Mici (Clementine)
- Ken Kesey: Kakukkfészek (Candy Star)
- William Shakespeare: Lóvátett lovagok (Mária)
- Lázár Ervin: Bikfi-Bukfi-Bukferenc (Vacskamati)
- A Veszprémi Petőfi Színház-ban:
  - Miklós Tibor-Kocsák Tibor: Anna Karenina (Betsy), bemutató: 2010. szeptember 24.
  - Szabó Magda: Régimódi történet (Emma; Géreczné), bemutató: 2009. szeptember 25.
  - Csiky Gergely: Kaviár (Lilly, volt léghajósnő), bemutató: 2009. november 6.
  - Eisemann Mihály-Szilágyi László: Én és a kisöcsém (Vadász Frici), bemutató: 2008. május 2.
  - Zalán Tibor: Angyalok a tetőn (Juliska), bemutató: 2008. június 15.
  - Kosztolányi Dezső: Édes Anna (Stefi, cseléd), bemutató: 2008. december 19.
  - Dale Wasserman: Kakukkfészek (Candy Starr), bemutató: 2009. február 13.
  - Nagy Ignác-Parti Nagy Lajos: Tisztújítás (Nelly szobalány), bemutató: 2009. április 24.
  - Anton Pavlovics Csehov: Cseresznyéskert (Ánya), bemutató: 2008. február 1.
  - Molnár Ferenc: Színház (Thúz kisasszony), bemutató: 2006. szeptember 29.
  - Sultz Sándor: Igézet (Lizl), bemutató: 2006. december 1.
  - Alekszandr Nyikolajevics Osztrovszkij: Vihar (Glása), bemutató: 2007. március 2.
  - Szili Péter - Máté P. Gábor: Szerenád (Hanga), bemutató: 2012. március 11.
  - Zerkovitz Béla - Szilágyi László: Csókos asszony (Rica), bemutató: 2011. január 14.
  - Jane Austen - Borbás Mária - Deres Péter: Értelem és érzelem (Lucy Steele), bemutató: 2011. október 21.
  - Carlo Goldoni: Két úr szolgája színész (Clarice, Pantalone lánya), bemutató: 2007. június 28.
  - Bertolt Brecht - Kurt Weill: Koldusopera (Lucy), bemutató: 2011. szeptember 16.
  - William Shakespeare: Szentivánéji álom (Holdanya, Tündér), bemutató: 2010. november 26.

## Film és sorozatszerepei
- A podolíni kísértet (Erzsike)
- Szomszédok
- Kisváros
- Barátok közt
- Família Kft.
- Diplomatavadászat
- The alianist: (JPMorgen's wife)
- Mars2 :press
- Mintaapák (2019)
- Doktor Balaton (2021)
- A mi kis falunk (2022)
- Apatigris (2023)
- …a szomszéd tehene (2024)
- A renitens (2025)